# Fraureuth
Die Gemeinde Fraureuth liegt im sächsischen Landkreis Zwickau und hat etwa 5250 Einwohner, die auf einer Fläche von 22,59 km² leben. Bis 1952 war Fraureuth (ohne seine heutigen Ortsteile) ein Bestandteil des Landkreises Greiz im Land Thüringen. Noch heute gehört das Gebiet kirchlich zum Kirchenkreis Greiz der Evangelischen Kirche in Mitteldeutschland.

## Geographie

### Geographische Lage
Fraureuth liegt am Auslauf des Mittelvogtländischen Kuppenlandes und grenzt im Westen an das Landschaftsschutzgebiet Werdauer-Greizer Wald. Die nächsten größeren Städte sind Werdau (3 km), Zwickau (9 km), Reichenbach im Vogtland (10 km) und Greiz (11 km).

### Nachbargemeinden
|                                                                                             | Stadt Werdau im Landkreis Zwickau           |                                            |
| Gemeinde Mohlsdorf-Teichwolframsdorf OT Mohlsdorf im Landkreis Greiz im Freistaat Thüringen | Kompassrose, die auf Nachbargemeinden zeigt | Gemeinde Lichtentanne im Landkreis Zwickau |
|                                                                                             | Gemeinde Neumark im Vogtlandkreis           |                                            |

### Gemeindegliederung
Die Gemeinde gliedert sich in Beiersdorf, Fraureuth, Gospersgrün (mit Römersgrün) und Ruppertsgrün auf.

## Geschichte

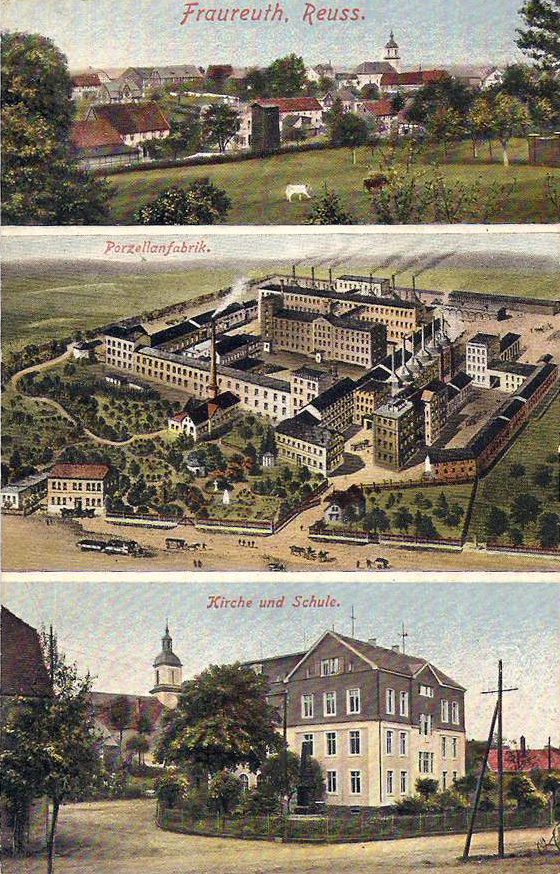
Historische Ansichten von Fraureuth

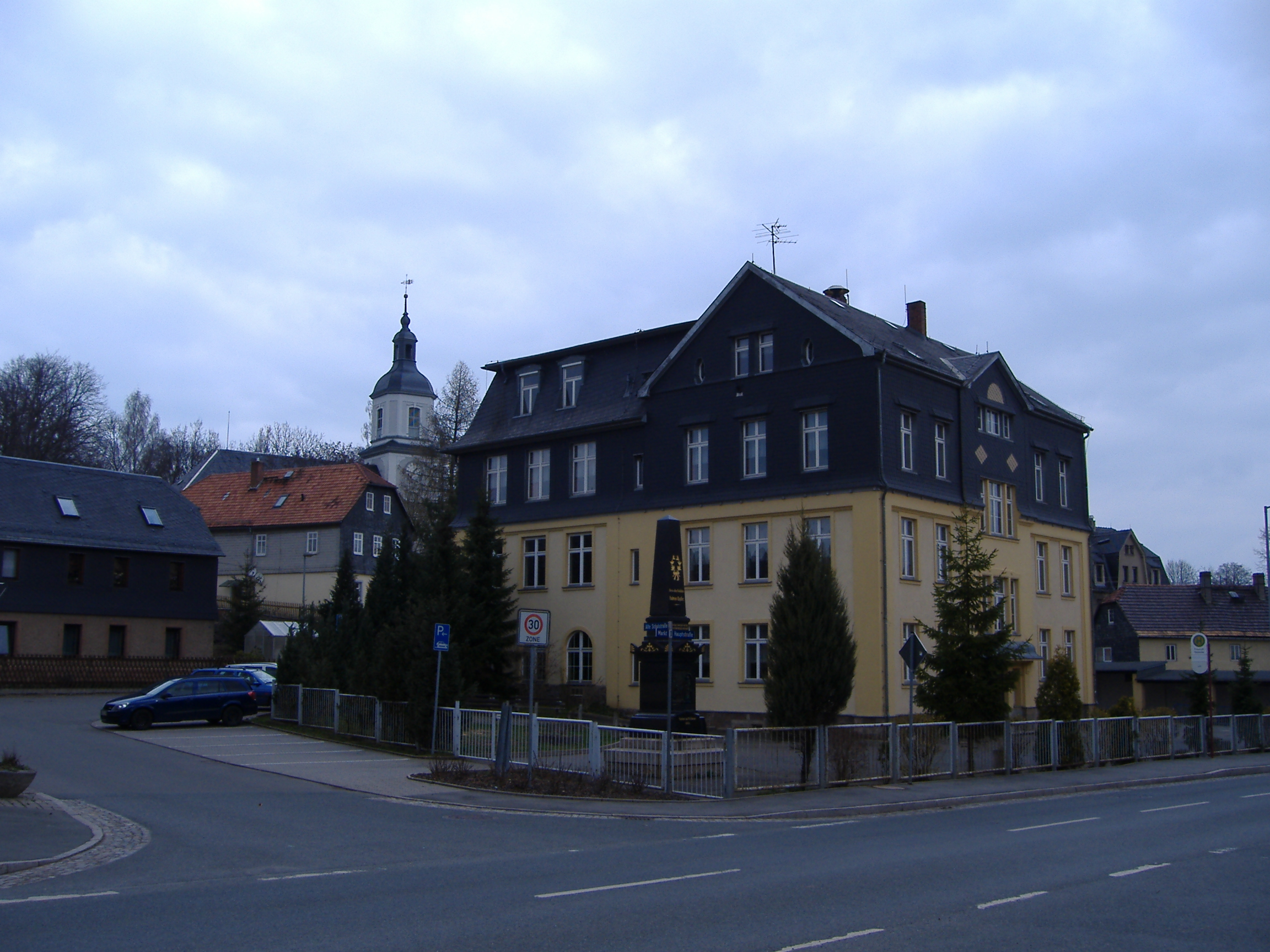
Blick zur Fraureuther Schule

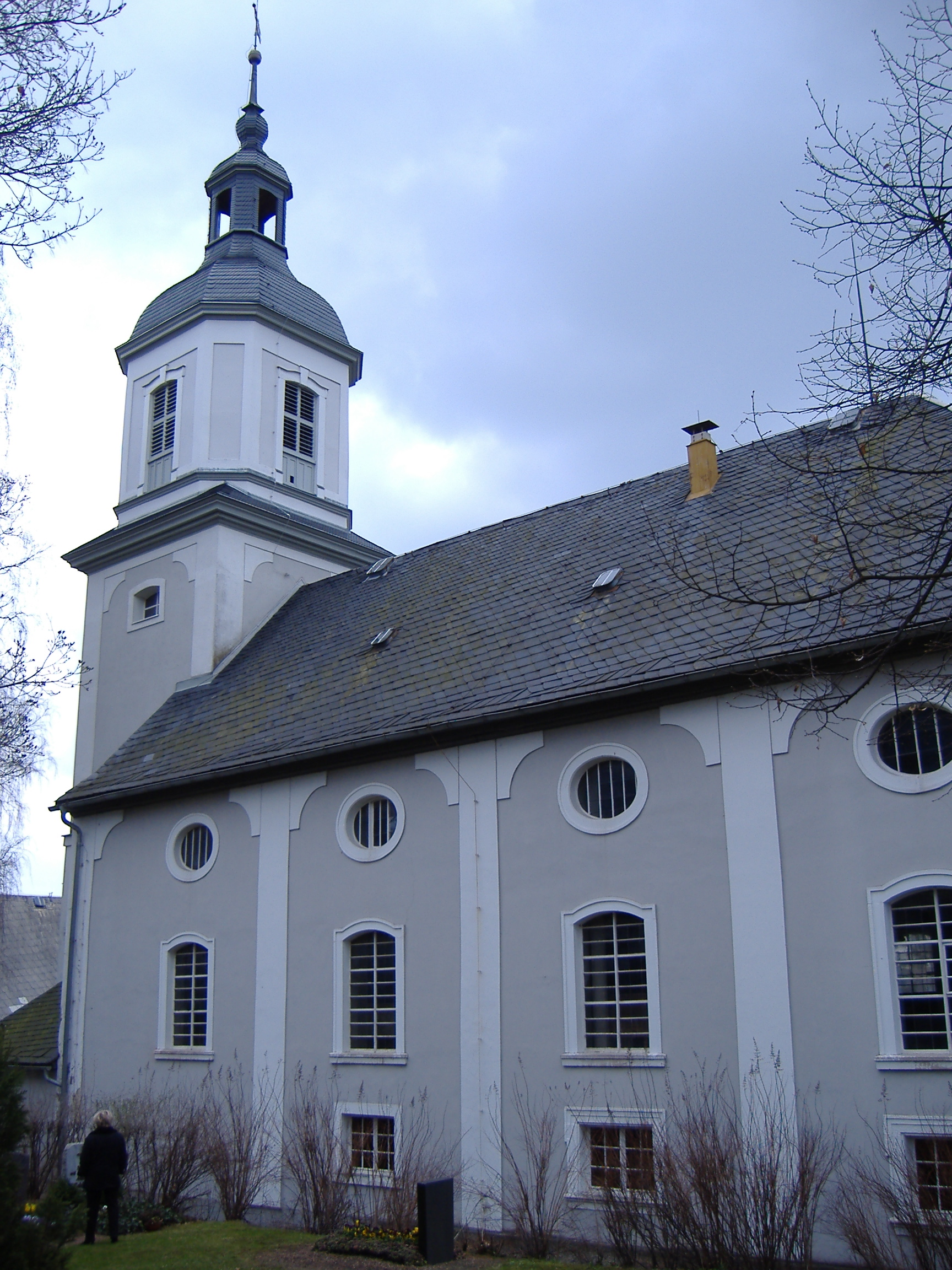
Dorfkirche Fraureuth

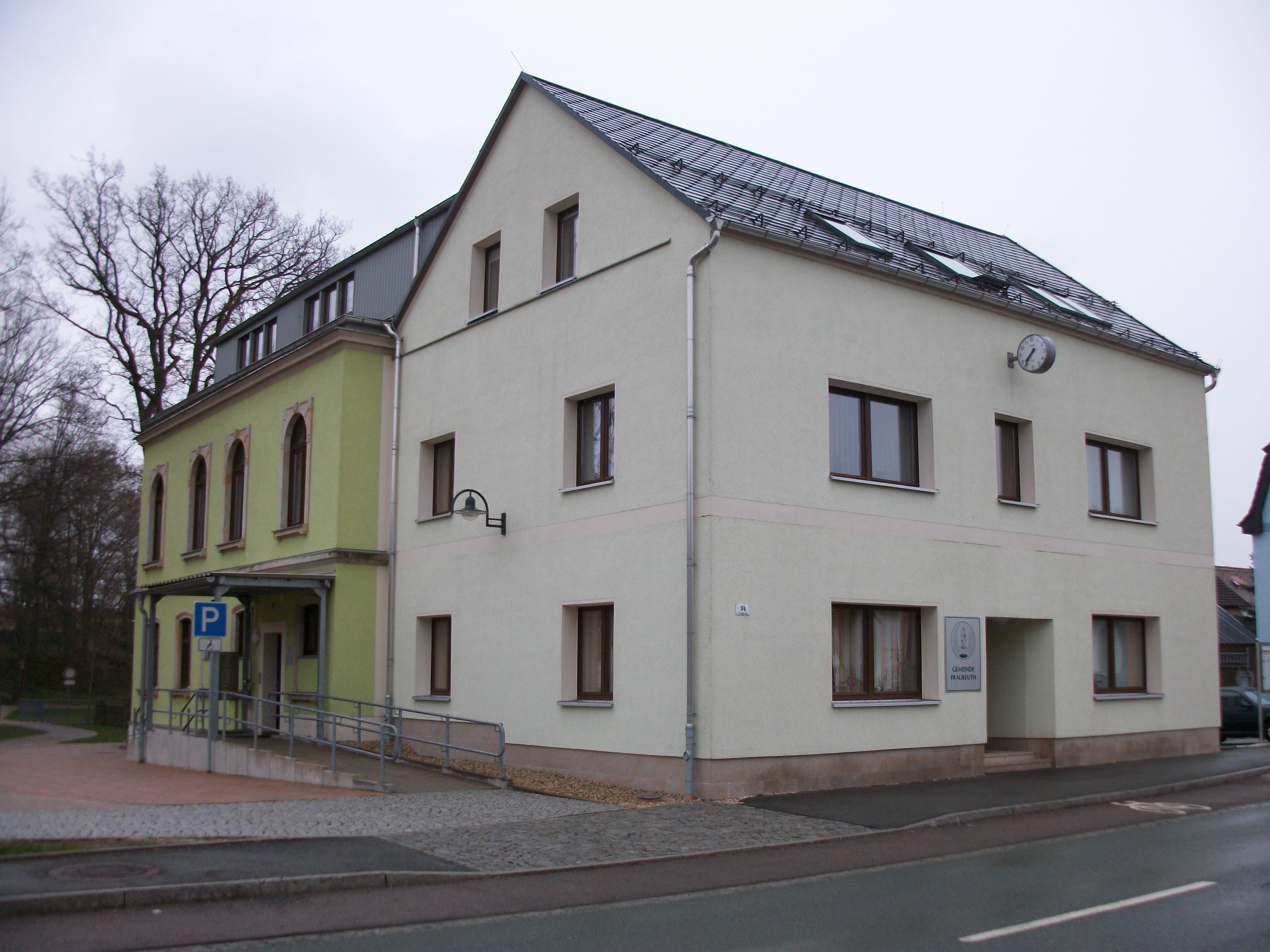
Gemeindeamt Fraureuth

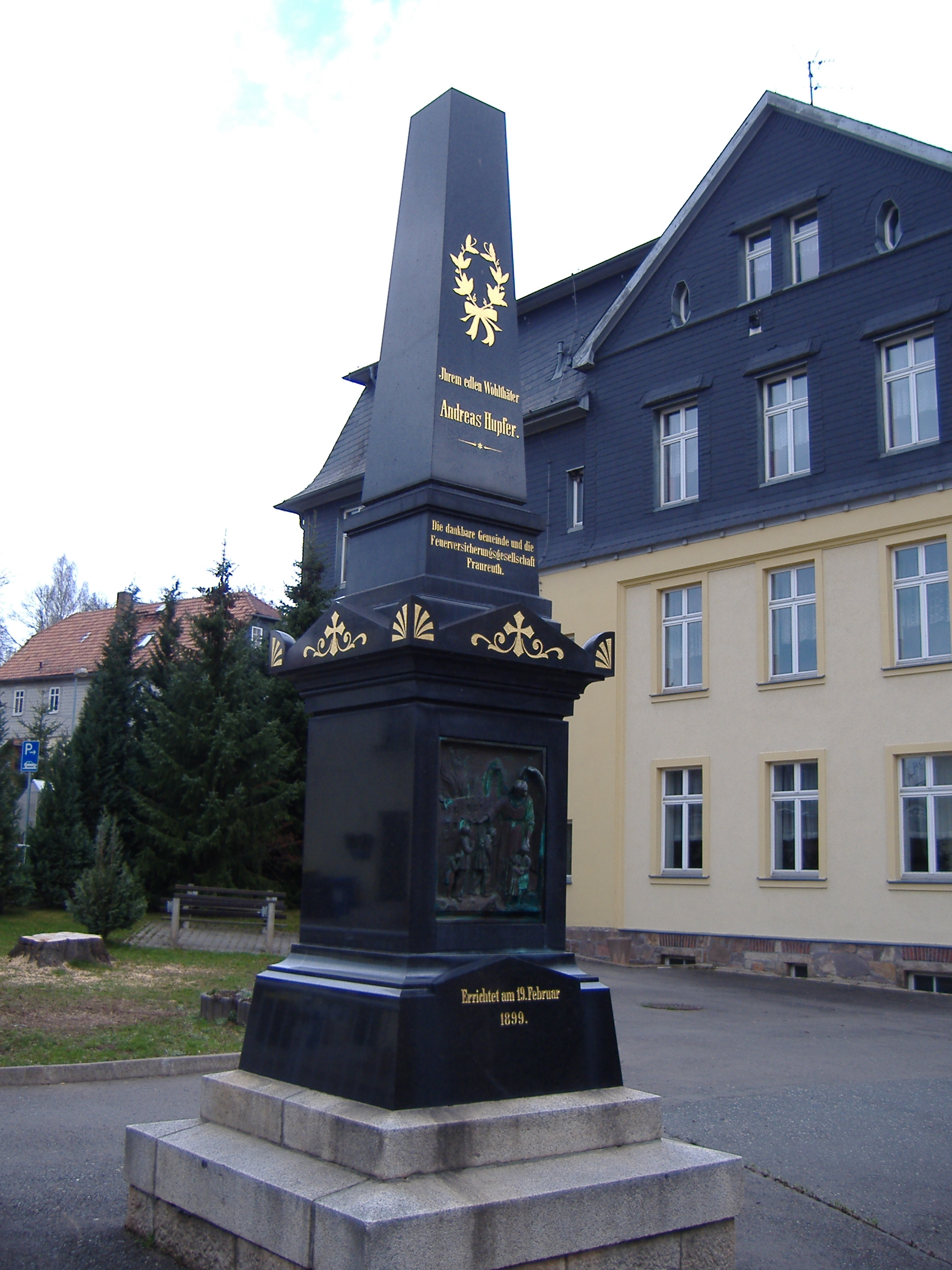
Ehrenmal für Andreas Hupfer von 1899

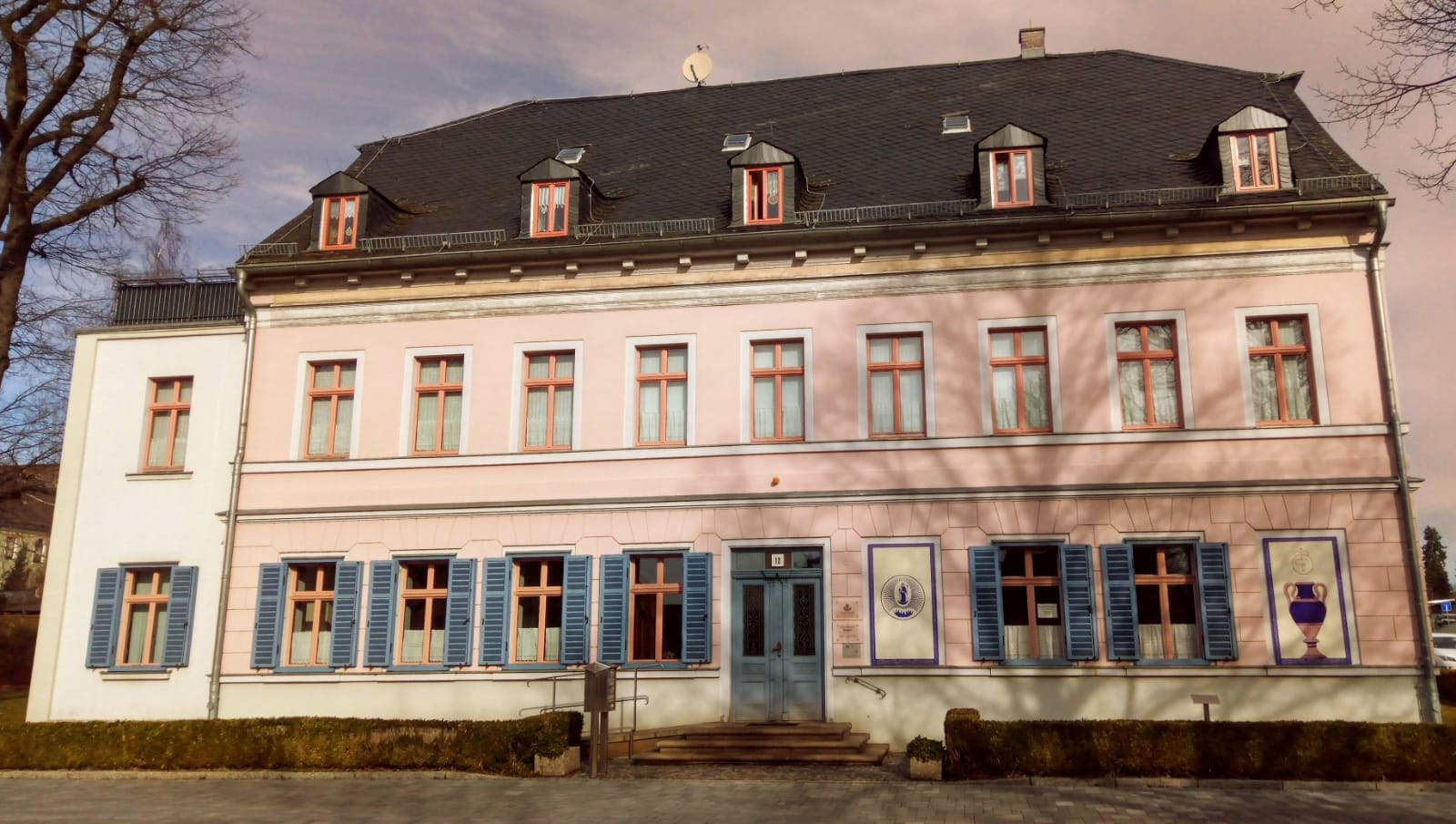
Porzellanfabrik Fraureuth

Die Gründung von Fraureuth erfolgte vermutlich durch die Vögte von Weida zwischen 1200 und 1250. Familien aus dem Herzogtum Franken gehörten zu den ersten Siedlern. Diese gaben dem Ort zu Ehren der heiligen Jungfrau Maria und in Bezug auf die Rodung des Waldes zur Urbarmachung für den Grund und Boden ihrer Siedlung den Namen „Frawenrud“. Das Gemeindewappen zeigt noch heute eine Mondsichelmadonna mit dem Kind auf dem Arm und dem Zepter in der Hand. Die erste urkundliche Erwähnung von Fraureuth erfolgte 1349/50 als Frowenrut. Fraureuth war ein reines Bauerndorf. Um 1570 erfolgte die Trennung des Ortes von der Beiersdorfer Kirche und 1572 zog der erste Pfarrer in das ortseigene Pfarrgut ein. Mit der Verselbstständigung der Kirche von Fraureuth erfolgte auch die Gründung einer eigenen Schule. Die Schulkinder mussten nun nicht mehr nach Beiersdorf in die Schule gehen.
Im Dreißigjährigen Krieg litten die Einwohner stark: Zweimal wurde der Ort von durchziehenden kaiserlichen Truppen geplündert. Im Jahr 1652 erhielten die Fraureuther das Jagdrecht von Graf Heinrich V. Fraureuth hatte bis 1750 das Recht, fünfmal im Jahr Markt abzuhalten. Damit kam man der Residenzstadt Greiz gleich. Manche Stadt war damals neidisch auf das Marktrecht von Fraureuth.
1733 wurde die alte Kirche durch eine neue ersetzt, und 1739 beschlossen die Fraureuther, eine neue Orgel aufzustellen. Dazu verpflichteten sie den bedeutendsten Vertreter der Orgelbaukunst Mitteldeutschlands zu dieser Zeit, Gottfried Silbermann. Die Orgel gehört zu den wenigen Orgeln, die der Meister außerhalb des damaligen Sachsens baute. Sie wurde 1742 aufgestellt und ist eine der am besten erhaltenen unter den noch vorhandenen Werken aus der Hand des großen Meisters.
Im Jahr 1818 schlossen sich die ortsansässigen Handwerker zu einer Innung zusammen, der 28 Handwerksmeister angehörten; 1843 waren es bereits 78 Meister. 1896 wurde in Fraureuth ein katholischer Verein gegründet. Dieser erhielt in Anlehnung an die Entstehungsgeschichte des Ortes und in Bezug auf die Madonna im Wappen als Schutzpatronin den Namen Liebfrauen. Später errichtete man dafür die sich noch heute im Ort befindliche Liebfrauenkapelle.
1899 stiftete man dem Fraureuther Bürger Andreas Hupfer zu dessen 100. Todestag ein Denkmal (siehe Foto). Dieser hatte in seinem Testament festgelegt, nach seinem Tod 5200 Taler einem Armenvermächtnis, einem Kranken- und Waisenstift sowie einem Brand- und Kirchenstift der Gemeinde Fraureuth zur Verfügung zu stellen. Durch diese Stiftung konnte vielen in Not geratenen Menschen geholfen werden.
Mit Beginn des 19. Jahrhunderts zog auch in Fraureuth die Industrialisierung ein. Damals nahmen die Garnspinnerei und -weberei den größten wirtschaftlichen Aufschwung ein. Die Familie Beck gründete eine Wollkämmerei und Garnspinnerei, die bereits 1840 circa 400 Menschen Arbeit bot. Ein Enkel von Georg Beck, Bruno Födisch, sollte in das großväterliche Geschäft einsteigen, fand aber keinen Gefallen an dieser Idee und fasste den Entschluss, eine Porzellanfabrik zu gründen. Gemeinsam mit einem Vetter, Arved von Römer aus Steinpleis, gründete er zwischen 1865 und 1866 die Porzellanfabrik Fraureuth, die bis 1926 das bekannte Fraureuther Porzellan produzierte.
Bis 1918 gehörte Fraureuth zum Fürstentum Reuß älterer Linie. Ab 1943 entwickelte sich in Fraureuth die metallverarbeitende Industrie. Es werden Wälzlager, Schleifspindeln, Werkzeuge, Teile der Mikroelektronik und Medizintechnik hergestellt. Mit der Entwicklung der Wälzlagerindustrie (vgl. Spindel- und Lagerungstechnik Fraureuth) etablierte sich in Fraureuth der Handball-Spitzensport, der zur Zeit der DDR in den 1970er Jahren verstaatlicht wurde.
Bis 1952 gehörte Fraureuth zum Land Thüringen, Kreis Greiz, danach wurde es im Rahmen der Kreisreformen in der DDR zum Bezirk Karl-Marx-Stadt, dem Kreis Werdau zugeordnet. Im Jahr 1990 nach der Wiedervereinigung Deutschlands gliederte man Fraureuth nach einem Volksentscheid endgültig dem Freistaat Sachsen zu, obwohl der einst thüringische Ort die Möglichkeit gehabt hätte, nach Thüringen zurückzukehren. 1998 wurde Ruppertsgrün mit Fraureuth zur Großgemeinde Fraureuth zusammengeschlossen. Die räumliche und die erschlossene Infrastruktur der Großgemeinde Fraureuth bietet beste Voraussetzungen für eine positive Entwicklung in die Zukunft.

### Eingemeindungen
| Ehemalige Gemeinde | Datum           | Anmerkung                       |
| ------------------ | --------------- | ------------------------------- |
| Beiersdorf         | 1. Januar 1994  | Eingemeindung nach Ruppertsgrün |
| Gospersgrün        | 1. Januar 1994  | Eingemeindung nach Ruppertsgrün |
| Römersgrün         | 1. Oktober 1937 | Eingemeindung nach Gospersgrün  |
| Ruppertsgrün       | 1. Januar 1998  |                                 |

### Entwicklung der Einwohnerzahl
| - 1890: 2.658 - 1905: 2.940 - 1910: 3.369 - 1933: 3.583 - 1939: 3.672 | - 1998: 5.946 - 1999: 6.015 - 2000: 6.013 - 2001: 6.014 - 2002: 5.938 | - 2003: 5.890 - 2004: 5.838 - 2007: 5.642 - 2008: 5.600 - 2009: 5.490 | - 2010: 5.396 - 2011: 5.315 - 2012: 5.271 - 2013: 5.249 - 2014: 5.245 | - 2015: 5.220 - 2016: 5.238 - 2017: 5.214 - 2018: 5.154 - 2019: 5.105 | - 2020: 5.065 |

 Datenquelle ab 1998 bis 2008; 2018–2020: Statistisches Landesamt Sachsen
 Datenquelle 2009–2017: 

## Politik

### Gemeinderat
Seit der Gemeinderatswahl am 9. Juni 2024 verteilen sich die 15 Sitze des Gemeinderates folgendermaßen auf die einzelnen Gruppierungen:
- CDU: 4 Sitze
- Freie Wählergemeinschaft Fraureuth e. V. (FWG): 4 Sitze
- AfD: 3 Sitze
- Linke: 2 Sitze
- Grüne: 1 Sitz
- Freiwillige Feuerwehr Fraureuth e. V. (FF Fraureuth): 1 Sitz

| Gemeinderatswahl 2024Insgesamt 15 Sitze - Linke: 2 - Grüne: 1 - FWG: 4 - FFF: 1 - CDU: 4 - AfD: 3 | Wahlvorschlag                                | 2024   | 2024   | 2019   | 2019   | 2014   | 2014   |
| Gemeinderatswahl 2024Insgesamt 15 Sitze - Linke: 2 - Grüne: 1 - FWG: 4 - FFF: 1 - CDU: 4 - AfD: 3 | Wahlvorschlag                                | Sitze  | in %   | Sitze  | in %   | Sitze  | in %   |
| Gemeinderatswahl 2024Insgesamt 15 Sitze - Linke: 2 - Grüne: 1 - FWG: 4 - FFF: 1 - CDU: 4 - AfD: 3 | CDU                                          | 4      | 27,1   | 8      | 43,4   | 11     | 54,6   |
| Gemeinderatswahl 2024Insgesamt 15 Sitze - Linke: 2 - Grüne: 1 - FWG: 4 - FFF: 1 - CDU: 4 - AfD: 3 | Freie Wählergemeinschaft Fraureuth e. V.     | 4      | 26,7   | 7      | 37,1   | 5      | 28,5   |
| Gemeinderatswahl 2024Insgesamt 15 Sitze - Linke: 2 - Grüne: 1 - FWG: 4 - FFF: 1 - CDU: 4 - AfD: 3 | AfD                                          | 3      | 23,3   | –      | –      | –      | –      |
| Gemeinderatswahl 2024Insgesamt 15 Sitze - Linke: 2 - Grüne: 1 - FWG: 4 - FFF: 1 - CDU: 4 - AfD: 3 | Linke                                        | 2      | 9,5    | 2      | 10,4   | 2      | 14,6   |
| Gemeinderatswahl 2024Insgesamt 15 Sitze - Linke: 2 - Grüne: 1 - FWG: 4 - FFF: 1 - CDU: 4 - AfD: 3 | Grüne                                        | 1      | 4,3    | –      | –      | –      | –      |
| Gemeinderatswahl 2024Insgesamt 15 Sitze - Linke: 2 - Grüne: 1 - FWG: 4 - FFF: 1 - CDU: 4 - AfD: 3 | Freiwillige Feuerwehr Fraureuth e. V.        | 1      | 3,6    | 1      | 6,1    | –      | –      |
| Gemeinderatswahl 2024Insgesamt 15 Sitze - Linke: 2 - Grüne: 1 - FWG: 4 - FFF: 1 - CDU: 4 - AfD: 3 | VSG Westsachsen Fraureuth/Ruppertsgrün e. V. | –      | 2,9    | –      | –      | –      | –      |
| Gemeinderatswahl 2024Insgesamt 15 Sitze - Linke: 2 - Grüne: 1 - FWG: 4 - FFF: 1 - CDU: 4 - AfD: 3 | SPD                                          | –      | 1,7    | –      | 2,9    | –      | 2,3    |
| Gemeinderatswahl 2024Insgesamt 15 Sitze - Linke: 2 - Grüne: 1 - FWG: 4 - FFF: 1 - CDU: 4 - AfD: 3 | FDP                                          | –      | 1,0    | –      | –      | –      | –      |
| Gemeinderatswahl 2024Insgesamt 15 Sitze - Linke: 2 - Grüne: 1 - FWG: 4 - FFF: 1 - CDU: 4 - AfD: 3 | Wahlbeteiligung                              | 73,4 % | 73,4 % | 62,6 % | 62,6 % | 57,1 % | 57,1 % |

### Bürgermeister
Matthias Topitsch (CDU) wurde zuletzt 2019 mit 99,5 % im Amt bestätigt. Er bekleidet das Amt seit 2005.
| Wahl | Bürgermeister     | Vorschlag | Wahlergebnis (in %) |
| ---- | ----------------- | --------- | ------------------- |
| 2019 | Matthias Topitsch | CDU       | 99,5                |
| 2012 | Matthias Topitsch | CDU       | 99,4                |
| 2005 | Matthias Topitsch | CDU       | 99,4                |
| 1994 | Reiner Möckel     | Möckel    | 98,4                |

## Kultur und Sehenswürdigkeiten

### Museen

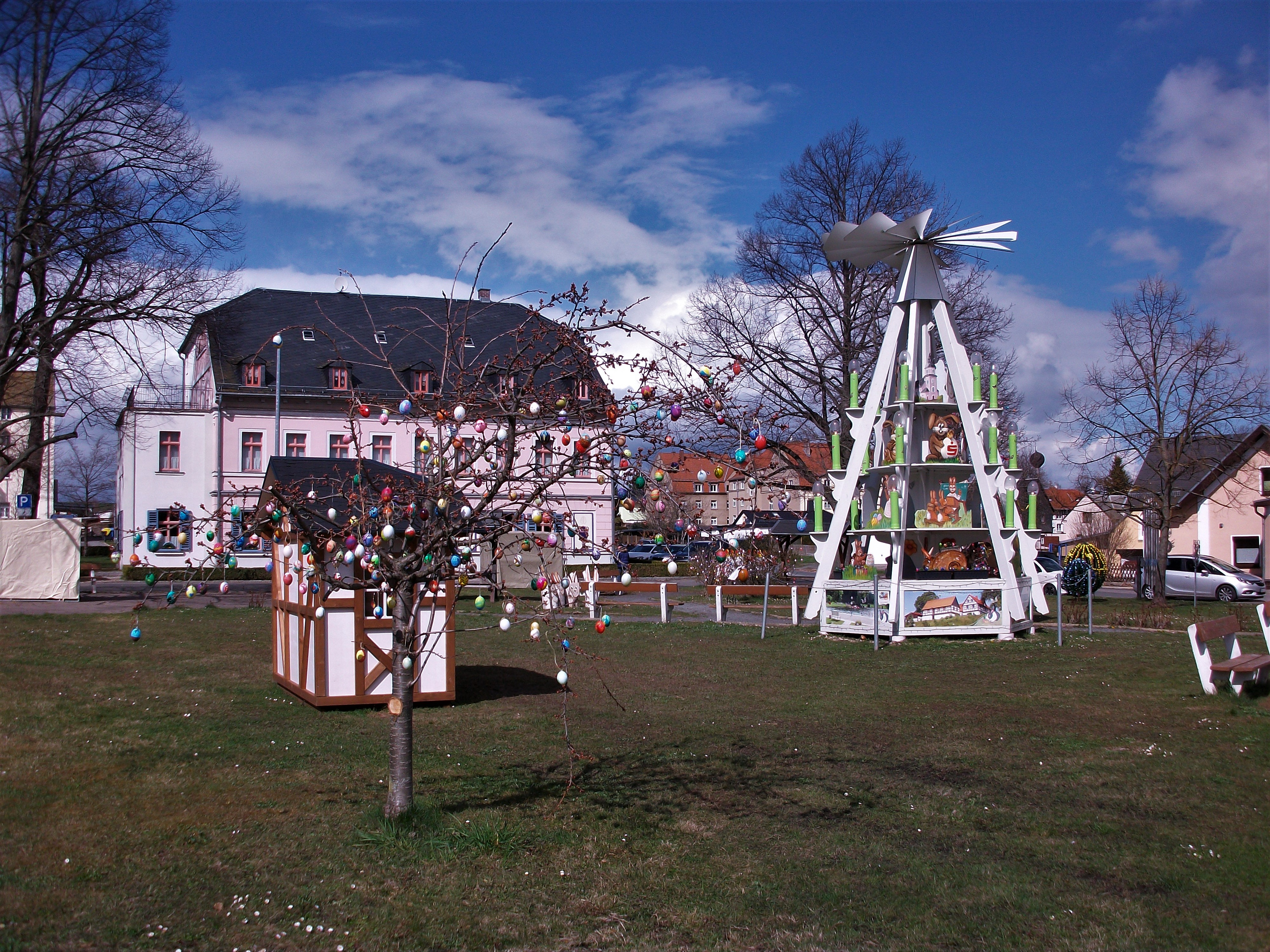
Osterpyramide Fraureuth mit Ostergarten vor dem Herrenhaus der Porzellanfabrik Fraureuth

Im ehemaligen „Herrenhaus“ der Porzellanfabrik Fraureuth befindet sich die Ausstellung „Fraureuther Porzellan“. In der Woche vor und nach Ostern befindet sich vor dem Museum ein Ostergarten mit der Osterpyramide. Dieser ist eine Station des Osterpfads Vogtland.

### Bauwerke
In der Kirche von Fraureuth von 1733 befindet sich eine Orgel aus dem Jahr 1742 von Gottfried Silbermann. Zwei weitere sehenswerte Kirchen sind die Dorfkirche St. Annen im Ortsteil Ruppertsgrün (Baujahr ca. 1513) und die Dorfkirche im Ortsteil Beiersdorf (16. Jh., Umbau 1875). Die Wassermühle im Ortsteil Gospersgrün ist die einzige oberschlächtige Wassermühle im westsächsischen Raum. Der Industrierundbau ehem. Massi von 1969/70 ist jetzt zur Go Kart Racing Hall Fraureuth umfunktioniert.

### Gedenkstätten
- Kriegerdenkmal zum deutsch-französischen Krieg 1870/71 sowie für die Opfer des Ersten Weltkrieges 1914–1918 im Ortsteil Ruppertsgrün
- Familiengrabstätte der Familie von Schönfels (vgl. Burg Schönfels) sowie der Fabrikantenfamilie Puchert auf dem Ortsfriedhof Ruppertsgrün
- Denkmal zum 100. Todestag des Fraureuther Bürgers Andreas Hupfer von 1899 im Schulhof von Fraureuth (siehe Foto)
- Grabstätte für unbekannte KZ-Häftlinge auf dem Friedhof Ruppertsgrün (4 Tote), die bei den Todesmärschen aus Auschwitz am 26. und 27. Januar 1945 ums Leben gekommen sind.
- Grabstätte auf dem Ortsfriedhof Fraureuth für einen italienischen Militärinternierten, der während des Zweiten Weltkrieges ein Opfer von Zwangsarbeit wurde
- Grabstätte auf dem Ortsfriedhof Fraureuth von Erich Glowatzky

### Naturschutz
- Siehe auch: Liste der Naturdenkmale in Fraureuth

### Grünflächen und Naherholung
- Erich Glowatzky Sport- und Mehrzweckhalle Fraureuth (für Sportvereine, Veranstaltungen und Ausstellungen verschiedenster Art)
- Waldbad Fraureuth (Freibad und Ort für jährlich stattfindende Open Air Rockkonzerte)

## Wirtschaft und Infrastruktur

### Ansässige Unternehmen

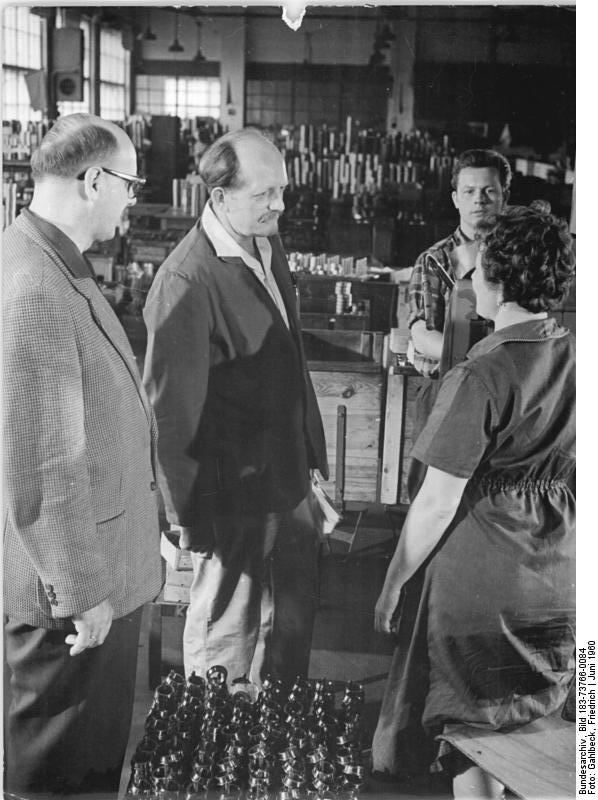
Ehemaliges Wälzlagerwerk Fraureuth, Juni 1960: Der bekannte DDR-Schriftsteller Erwin Strittmatter beim Treffen mit Arbeitern des Werks

Die Spindel- und Lagerungstechnik Fraureuth GmbH stellt Wälzlager und Werkzeugmaschinenspindeln her, mit mehr als 300 Arbeitsplätzen zählt sie zu den größeren Arbeitgebern im Ort.

### Bildung
- Erich-Glowatzky-Grundschule

## Persönlichkeiten
- Andreas Hupfer (1721–1799), Mäzen
- Ludwig Reinhold (1831–1932), deutscher Gutsbesitzer und Politiker
- Heinrich Reinhold (1848–1928), deutscher Gutsbesitzer und Politiker
- Erich Glowatzky (1909–1999), Mäzen, Ehrenbürger
- Heinz Seiler (1920–2002), Handballtrainer und -spieler
- Gerhard Schäller (* 1930), Professor für Ökologie, Friedrich-Schiller-Universität Jena
- Jürgen Walter (* 1943), Sänger und Komponist
- Sigrid Neef (* 1944), Musik- und Theaterwissenschaftlerin
- Elisabeth Heller (* 1949), Musikredakteurin und Medienhistorikerin
- Gerda Haßler (* 1953 in Werdau, verbrachte Kindheit in Fraureuth), Professorin für Sprachwissenschaft und Romanistik an den Universitäten in Dresden und Potsdam
- Frank Schlegel (* 1958), Unternehmer, Ehrenbürger[18]
- Volker Rausch (* 1966),  Professor für Bauingenieurwesen Bauhaus Universität Weimar, Bauamtsleiter Oberbaurat Stadt Greiz